# Synphära
Synphära is het derde studioalbum van Syn. Van “derde” is alleen sprake als men het ziet vanuit datum uitgifte. Bijna alle opnamen die Syn maakte stammen uit dezelfde tijd. De muziek is uit de Berlijnse School voor elektronische muziek en dan wel uit het tijdperk midden jaren 70. Alle muziek is opgenomen in de eigen geluidsstudio van Syns enige lid Dewdney; standplaats Methil nabij Fife, Schotland. Synphära klinkt als een mythologisch figuur, maar is de naam van de eerste track op Cyborg van Klaus Schulze, die zijn inspiratie haalde uit een boek van Frank Herbert.

## Musici
- David T. Dewdney – synthesizers, elektronica

## Muziek
| Nr. | Titel            | Duur  |
| --- | ---------------- | ----- |
| 1.  | Cyclonia         | 12:24 |
| 2.  | Valles Marineris | 12:20 |
| 3.  | Utopia Planitia  | 17:16 |
| 4.  | Olympus Mons     | 10:40 |
| 5.  | Delos            | 12:10 |
| 6.  | Moontide         | 9:54  |